# آزریک تنتکلز
ازریک تِنتَکلز (به انگلیسی: Ozric Tentacles) یک گروه بدون کلام پروگرسیو راک است که در سال ۱۹۸۴ در سامرست، انگلیس تشکیل شد. این گروه با عنوان Ozrics یا آزریک‌ها نیز شناخته می‌شود.

## تاریخچه
اعضای اولیه این گروه، اولین بار ۱۹۸۳ در فستیوال رایگان استون هنج یکدیگر را ملاقات کردند. آن‌ها تا سال ۱۹۸۹، ۶ آلبوم را تنها بر روی نوار کاست و به صورت زیر زمینی منتشر کردند (این آلبوم‌ها بار دیگر در سال ۱۹۹۴ تحت عنوان Vitamin Enhanced بر روی ۶ سی دی منتشر شدند).
در سال ۱۹۸۹ اولین آلبوم رسمی گروه با نام Pungent Effulgent منتشر شد (آهنگ "Dissolution (The Clouds Disperse)"* از این آلبوم جزء معدود آهنگ‌های با کلام این گروه است)، که در سال ۱۹۹۰ با انتشار آلبوم Erpland ادامه یافت. آلبومی که به Pongmaster تقدیم شد، شخصیتی خیالی که بر روی بسیاری از طرح جلد آلبوم‌هایشان دیده می‌شود. در سال ۱۹۹۱ آلبوم Strangeitude به بازار آمد. آهنگ Sploosh! از این آلبوم توسط ب ام و بر روی تبلیغات خود استفاده شد و این آهنگ به تنها تک آهنگ این گروه تبدیل شد. تا سال ۱۹۹۳ آلبوم‌های آن‌ها بیش از سه میلیون دلار فروش کرده بود که آلبوم Jurassic Shift منتشر شد و در جمع بیست آلبوم برتر انگلستان قرار گرفت.
ترکیب اعضاء گروه، در طول حیات خود بارها دست‌خوش تغییر شده‌است. بسیاری از اعضاء، گروه را ترک کردند تا بیشتر به موسیقی الکترونیک بپردازند، از قبیل: Eat Static، Nudes Ictus، Dream Machine و Moksha. اما گوین گریفیتس پس از ترک گروه، به همراه جوی هینتون و جنریتور جان گروه The Ullulators را تشکیل دادند و همچنان عناصر موسیقی راک روان گردان و داب را در آثار خود بکار می‌بردند. نیک ون گلدر نوازنده درام نیز به‌طور هم‌زمان با Jamiraquai  نیز همکاری می‌کرد. نوازنده گیتار بیس گروه٫ رولی وین (برادر اد وین٫ نوازنده گیتار و کیبورد) نیز پس از آلبوم تغییر ژوراسیکی از گروه جدا شد و در سال ۱۹۹۹ به زندگی خود پایان داد. اما با تمام این‌ها، آزریک تنتکلز همچنان فرم منحصر بفرد خود را حفظ کرد. تنها عضو ثابت این گروه از بدو تشکیل تا کنون، اد وین است.
آزریک تنتکلز به خاطر اجراهای زنده‌شان شهرت دارند، به خصوص رقصیدن جان ایگان بر روی صحنه، هنگام نوازندگی فلوت.

## موسیقی شناسی

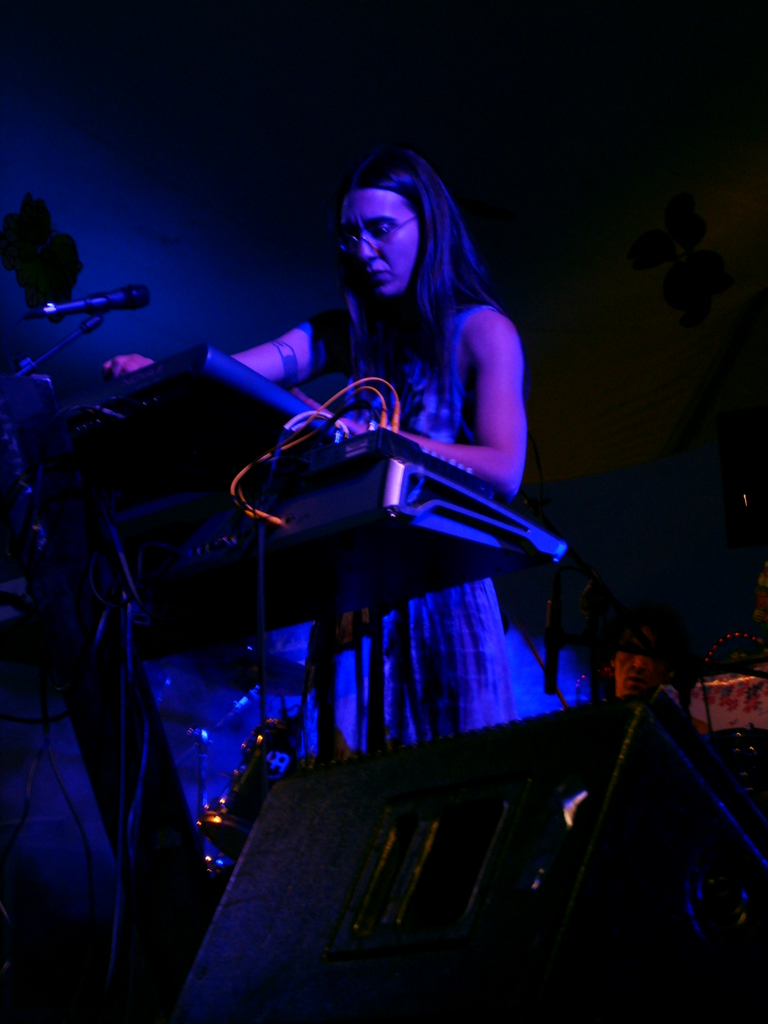
برندی وین از گروه آزریک تنتکلز

در موسیقی آن‌ها، خط بیس‌های پرتنش، جلوه‌های صوتی فراوان، کیبورد و گیتار (تحت تأثیر از آهنگ‌های Steve Hillage و Gong) در غالب ساختارهای موسیقی سایکدلیک راک استفاده می‌شوند.
از مشخصه‌های اصلی در آهنگسازی این گروه می‌توان به، استفاده از میزان نماهای غیر معمول و تغییر در میزان نماها، گام و ضرب در یک آهنگ اشاره کرد، چیزهایی که از موسیقی پراگرسیو راک انتظار می‌رود. بعلاوه، آن‌ها در آهنگسازی از موسیقی شرق دور، هند و خاورمیانه، فانک، جز تلفیقی، داب و رگی، امبینت، سایکدلیک ترنس و تکنو نیز تأثیر می‌گیرند.

## آلبومها

### انتشار یافته تنها بر روی نوار کاست
- Erpsongs (1985)
- Tantric Obstacles (1985)
- Live Ethereal Cereal (1986)
- There Is Nothing (1986)
- Sliding Gliding Worlds (1988)
- The Bits Between the Bits (1989)

این آلبوم ها در سال ۱۹۹۳ تحت یک آلبوم گردآوری شده به نام Vitamin Enhanced دوباره منتشر شدند.

### آلبوم های استودیویی
- Pungent Effulgent (1989)
- Erpland (1990)
- Strangeitude (1991)
- Jurassic Shift (1993)
- Arborescence (1994)
- Become the Other (1995)
- Curious Corn (1997)
- Waterfall Cities (1999)
- The Hidden Step (2000)
- Spirals in Hyperspace (2004)
- The Floor's Too Far Away (2006)
- The Yumyum Tree (2009)
- Paper Monkeys (2011)
- Technicians of the Sacred (2015)
- Space for the Earth (2020)
- Lotus Unfolding  (2023)

### آلبوم های اجرای زنده
- Live at the Pongmaster's Ball (2002) (بهمراه دی وی دی کنسرت)
- Sunrise Festival (2008) (بهمراه دی وی دی کنسرت)
- Live in Italy (2010)
- Live at the Academy Manchester 1992 (2011)
- Live at One World Frome Festival 1997 (2011)
- Live in Oslo (2011)
- Live in Milan (2012)
- Live in Pordenone, Italy (2013)

### آلبومهای گردآوری شده
- Afterswish (1992) (دو دیسک شامل قطعاتی از ۶ آلبوم اول٫ به همراه سه قطعه منتشر نشده)
- Vitamin Enhanced (1993) (انتشار مجدد ۶ آلبوم اول  بر روی سی دی)
- Swirly Termination (2000)
- Eternal Wheel (The Best Of) (2004) (دو دیسک از بهترین قطعات گروه)
- Introducing (2013)

### آلبوم های ریمیکس
- Floating Seeds Remixed (1999)

### Singles and EPs
- Sploosh! (1991)
- Wob Glass / Neurochasm (1999)
- Oakum (2001)
- Pyramidion (2001)
- Chewier (Eat Static Remix) (2004)
- Xingu (Cosmic Butterfly Remix) (2015)
- Humboldt Currant (2020)

علاوه بر اینها تعداد زیادی تک آهنگ منتشر نشده و بسیار کمیاب (مانند اجراهای تمرینی در استودیو) از سالهای ابتدایی فعالیتشان هم وجود دارد که تنها بر روی کاست ضبط شده است. در همان سالها آنها حتی طرفدارانشان را دعوت به فرستادن نوار کاست خام می کردند که برای آنها آهنگهای شان نواخته و ضبط کنند!

## اعضای گروه

### اعضای کنونی
- Ed Wynne – guitars, keyboards, samples, koto, sitar, fretless bass, programming (1983–present)
- Brandi Wynne – bass, keyboards (2004–present)
- Silas Neptune – keyboards, synthesizer, samples, saz (2009–present)
- Balázs Szende – drums, percussion (2012–present)

### اعضای پیشین
- Roly Wynne – bass (1983–1992)
- Joie "Ozrooniculator" Hinton – keyboards, samples, synthesizer (1983–1994)
- Nick "Tig" Van Gelder – drums (1983–1988)
- Eddie Myer – bass (1983–1984)
- Tom "Zorch" Brooks – keyboards (1983–1987)
- Gavin Griffiths – guitar (1983–1984)
- Merv Pepler – drums, percussion (1989–1994)
- Marcus "Carcus" Diess – ethnic percussion (1988–1990, 1993)
- Generator John – drums, percussion (1989–1993)
- "Jumping" John Egan – flute (1987–2005)
- Zia Geelani – bass (1992–2004)
- Steve Everitt – bass, keyboards (1993)
- Conrad "Rads" Prince – drums, percussion (1994–2001)
- Christopher "Seaweed" Lenox-Smith – keyboards, synthesizer (1994–2003)
- Johnny Morgan – drums (2000)
- Stuart "Stu" Fisher – drums, percussion (2000–2004)
- Paul Godfrey – bass (2003–2004)
- Steve Hillage – guitar (2004)
- Harry Waters – keyboards (2004)
- Matt "Metro" Shmigelsky – drums (2004–2005)
- Greyum May – bass (2004–2005, 2006)
- Vinny Shillito – Bass (1990–1992, 2006–2012)
- Alan "Haggis" Haggarty – bass (2005)
- Paul Chousmer – keyboards (2006)
- Oliver Seagle – drums (2006–2013)
- Roy Brosh – drums (2009)
- Paul Hankin – percussion (1985–1991, 2013–2015)